# Туринська угода (1381)
Туринська мирна угода — комплекс договорів, укладених в 1381 році в місті Турин у Савойськоиу графстві, які завершили війну Кіоджи (1376—1381), у якій Венеція, яку підтримували Кіпрське королівство і Міланське герцогство, ледь уникла завоювання союзними військами Генуезької республіки, Угорського королівства, Австрійського ерцгерцогства, сеньйорії Падуя та Патріархату Аквілеї. Венеція змогла врятуватись, заблокувавши і згодом змусивши капітулювати генуезький флот у Кіоджі і повернувши Австрію проти Падуї, таким чином змусивши свого найнебезпечнішого сухопутного супротивника відступити. Однак війна обійшлася Венеції надзвичайно дорого і вона змогла забезпечити мир лише шляхом значних поступок своїм супротивникам.

## Положення
8 серпня 1381 року обидві сторони уклали мир у Турині за посередництва савойського графа Амадея VI. Туринський мир складався з чотирьох окремих договорів між Венецією та її різними супротивниками.
Однією з причин війни стало отримання Венецією від Візантії стратегічно розташованого острова Тенедос поблизу Дарданелл, що загрожувало доступу генуезців до Чорного моря. Відповідно до договору між Венецією та Генуєю, венеційці були зобов'язані передати острів Амадею VI, а його представники мали знести укріплення острова та евакуювати його населення, запобігаючи використанню острова як військово-морської бази в майбутньому. Венеція також погодилася припинити підтримувати своїх союзників — короля Кіпру Петра II та візантійського імператора Іоанна V, які все ще перебували у стані війни з Генуєю, та приєднатись до торгового ембарго проти Іоанна, доки він не погодиться на домовленість зі своїм сином Андроніком IV, союзником Генуї. Венеційським купцям протягом двох років було заборонено користуватися портом Тана, їхнім звичайним торговим пунктом на узбережжі Азовського моря, що фактично змушувало їх натомість використовувати генуезькі порти Криму, що приносило прибуток самим генуезцям.
За договором між Венецією та Угорщиною було погоджено, що Венеція підтверджує визнання угорського володіння Далмацією. Венеція також повинна сплачувати угорській короні щорічну данину в розмірі 7000 дукатів, а угорці зі свого боку визнавали монополію Венеції на річкову навігацію в Північній Адріатиці (між мисом Пальментарія та Ріміні) і вводилась заборона для далматинських купців на закупівлю товарів у Венеції на суму понад 35 000 дукатів.
Венеція втратила майже всі свої території на материковій Італії, передавши Конельяно і Тревізо Австрії. Трієст мав бути вільним, але повинен був платити щорічну данину дожу. З Падуєю Венеція домовилася про взаємну реституцію завоювань. Аквілейський патріархат мав звільнити усі території, захоплені під час війни. Мілан не був включений в мир.

## Наслідки
Умови миру на користь Генуї виявилися довговічними. У 1390-х і 1400-х роках османська загроза призвела до пропозицій щодо укріплення Тенедоса як бази проти турецького судноплавства навколо Дарданелл. Однак Генуя відмовилася погодитися на повторну окупацію острова Венецією, а Венеція відхилила всі пропозиції щодо спільного управління островом або окупації третьою стороною, такою як папство, Візантійська імперія чи родоські лицарі-госпітальєри. У результаті острів залишався вільним до тих пір, поки весь регіон не перейшов під контроль Османської імперії. Генуя змогла безперешкодно продовжувати свою чорноморську торгівлю і залишалася там домінуючою торговельною силою до падіння Константинополя в 1453 році. Венеційці в основному відмовилися від торгівлі з Кіпрським королівством, і гегемонія генуезців над островом тривала до їх поразки та вигнання королем Кіпру в 1464 році.
Угоди з іншими державами були менш довговічними. Цей мир та його наслідки ознаменували найнижчу точку в історії середньовічної Венеції, але проблеми її сусідів дозволили республіці швидко та впевнено відновитись, що призвело до поступового руйнування домовленностей, досягнутих в Турині. У 1382 році володар Падуї придбав Тревізо в Австрії, але менш ніж через десять років Венеція змогла повернути його, оскільки Падуя ослабла через потужні напади з боку Міланського герцогства. Угорське королівство продовжувало отримувати венеційську данину до 1397 року, коли після поразки угорців у Нікопольському хрестовому поході король передав своє право на її отримання герцогу Бургундському, який не зміг змусити Венецію продовжувати виплати і данина була офіційно скасована у 1424 році. Далмація залишалася в руках Угорщини, поки починаючи з 1409 року громадянська війна не дала Венеції можливості розпочати нове завоювання регіону.